# Leucania aspersa
Leucania aspersa är en fjärilsart som beskrevs av Pieter Cornelius Tobias Snellen 1880. Leucania aspersa ingår i släktet Leucania och familjen nattflyn. Inga underarter finns listade i Catalogue of Life.